# Julus hungaricus
Julus hungaricus är en mångfotingart som beskrevs av Karsch 1881. Julus hungaricus ingår i släktet Julus och familjen kejsardubbelfotingar. Inga underarter finns listade i Catalogue of Life.